# ASML
ASML — нидерландская компания, крупнейший производитель литографического оборудования для микроэлектронной промышленности, необходимого в том числе для изготовления СБИС, микросхем памяти, флеш-памяти, микропроцессоров.
Центральный офис — в Велдховене (европейский технологический регион Brainport Eindhoven), там же находятся исследовательские и производственные отделы, в местах установки оборудования действует более 60 центров обслуживания в 16 странах.
Компания, изначально называвшаяся ASM Lithography, была основана в 1984 году как совместное предприятие компаний Advanced Semiconductor Materials International (ASMI) и Philips. Впоследствии у Philips осталась только небольшая часть акций ASML. Компания входит в верхнюю часть индекса Nasdaq-100 и по состоянию на 2024 год имеет рыночную капитализацию в €377 млрд.

## История
Компания Advanced Semiconductor Materials («Прогрессивные полупроводниковые материалы», ASM) была основана в Нидерландах в 1968 году; сначала она торговала оборудованием для производства полупроводниковых приборов, а в 1970-х года начала собственное производство такого оборудования.
Для разработки и производства оборудования, осуществляющего отдельный вид обработки полупроводников, фотолитографию, — в 1984 году было создано совместное предприятие с Philips, названное ASM Lithography; в 1985 году был открыт завод в Велдховене, рядом с лабораториями Philips.
В 1986 году началось партнёрство ASM Lithography с немецким производителем оптики Carl Zeiss.
В 1988 году был открыт филиал на Тайване.
Финансовые трудности вынудили ASM в 1988 году продать свою долю в ASML; в 1993 года Philips также начала продавать свою долю в ASML.
В 1995 году акции ASML были размещены на Амстердамской фондовой бирже и на бирже NASDAQ.
В феврале 1999 года с одним из конкурентов, компанией Applied Materials, был начат совместный проект SCALPEL по разработке литографии электронным лучом.
В следующем месяце ASML начала участие в проекте Министерства энергетики США по разработке технологии литографии в экстремальном ультрафиолете (EUV); параллельно с этим участвовала и в аналогичной европейской программе Euclides. В 2001 году ASML вышла из проекта SCALPEL как менее перспективного, чем EUV.
В июне 1999 года у американской компании MicroUnity было куплено подразделение по производству фотошаблонов для фотолитографии.
В 2000 году полупроводниковая отрасль начала переход на 300-миллиметровые пластины, для обработки таких пластин ASML разработала новую серию оборудования Twinscan, позволявшую одновременно на двух пластинах выполнять две разные операции.
В декабре 2000 года ASML вышла на рынок Японии, несмотря на то, что там доминировали два основных её конкурента, Canon и Nikon.
В 2001 году за 1,6 млрд долларов был куплен американский производитель литографических систем Silicon Valley Group (SVG), примерно равный по размеру ASML, основным её клиентом была Intel. Из-за спада в электронной отрасли ASML закончила 2001 год с убытком более 400 млн евро и резким падением выручки с 3,1 млрд евро до 1,8 млрд евро; к концу года было уволено 2000 сотрудников, или почти четверть персонала.
Несмотря на это, в 2002 году ASML стала ведущим поставщиком устройств для фотолитографии.
По состоянию на 2007 год ASML имела долю 65 % на мировом рынке фотолитографического оборудования.
На 2008 год установка ASML высшего класса Twinscan XT:1950 могла использоваться с техпроцессами вплоть до 38 нм со скоростью до 131 пластины в час. В установке используется иммерсионная литография с водяной прослойкой и аргон-фторидный (argon-fluoride, ArF) эксимерный лазер с длиной волны 193 нм. На тот же момент литографическая установка в среднем стоила €22 млн.
В 2009 году ASML разрабатывала установки с лазерами на 13,5 нм (EUVL). 22 апреля 2009 бельгийский исследовательский центр Imec представил работоспособные чипы КМОП SRAM выполненные по техпроцессу 22 нм на прототипе установки ASML с EUVL.
Для финансирования дальнейших исследований в области технологии EUV в июле 2012 года компания продала 23 % своих акций трём крупнейшим клиентам — Intel, Samsung Electronics и TSMC.
В октябре того же года за 1,95 млрд евро была куплена компания Cymer, базирующийся в Сан-Диего, — производитель источников ультрафиолетового излучения для литографических систем.
В 2016 году была куплена тайваньская компания Hermes Microvision, стоимость сделки составила 3,1 млрд долларов.
В 2020 году был куплен немецкий производитель оптики Berliner Glas.
В 2021 году Комиссия по национальной безопасности США по вопросам искусственного интеллекта рекомендовала Госдепартаменту США и Министерству торговли оказать давление на союзников с целью лишения КНР доступа к DUV- и EUV-технологиям, а также сопутствующим инструментам (в 2021 году на Китай приходилось порядка 16 % продаж её систем, на сумму 2,1 млрд евро). Запрет на экспорт наиболее передовых систем в КНР был введён ещё в 2019 году, а с сентября 2023 года правительство Нидерландов ввело лицензирование экспорта литографических систем.
ASML ищет возможности для развития своего бизнеса за пределами своей страны, где местное правительство по просьбе властей США запрещает ей продавать свои литографы в КНР.
К концу 2023 года компания разработала литограф, способный работать с техпроцессом 2 нм, начав отгрузку этих систем стоимостью в 300 млн долл. за единицу в начале 2024 года. 6 из 10 таких литографов, которые произведёт ASML за год, заказала компания Intel (соответствующие техпроцессы она называет 20A и 18A), прочие купили TSMC, Samsung, SK Hynix и Micron. После 2024 года количество ежегодно выпускаемых ASML литографических сканеров, пригодных для выпуска двухнанометровой продукции, может увеличиться до 20 штук.

## Собственники и руководство
Акции компании котируются на амстердамской площадке биржи Euronext (входят в индекс AEX) и на бирже NASDAQ (входят в индекс Nasdaq-100). Крупнейшими акционерами являются инвестиционные компании Capital Research and Management Company (10,29 %), BlackRock (8,25 %), T. Rowe Price (3,43 %).
- Нилс Смедегаард Андерсен (Nils Smedegaard Andersen) — председатель наблюдательного совета с 2023 года, также председатель наблюдательного совета компании Scan Global Logistics и член совета директоров Unilever, председатель Европейского круглого стола промышленников;, ранее возглавлял правление компаний Carlsberg (2001—2007) и Maersk (2007—2016)[24].
- Петер Веннинк (Peter T.F.M. Wennink, род. в 1957 году) — президент, генеральный директор (CEO) и председатель правления с 2013 года, член правления с 1999 года, до этого работал в аудиторской фирме Deloitte.
- Мартин ван ден Бринк (Martin A. van den Brink, род. в 1957 году) — президент и главный технологический директор, член правления с 1999 года, в компании с 1984 года.

## Деятельность
Литографические установки ASML используются в производстве интегральных микросхем. В таких установках происходит процесс оптического проецирования специальных частично прозрачных шаблонов (масок) на поверхность полупроводниковой пластины, покрытую тонкой плёнкой светочувствительного материала (фоторезиста). Для каждой пластины эта процедура повторяется несколько десятков раз. После каждого проецирования происходит обработка пластины с нанесённым фоторезистом, в процессе которой формируются электронные структуры микросхем. Оптический метод, применяемый в установках ASML, стал использоваться для производства практически всех интегральных схем.
Компания производит литографическое оборудование, работающее в глубоком и экстремальном ультрафиолете. В 2022 году оборот компании составил 21,2 млрд евро, из них 15,4 млрд пришлось на продажу оборудования, 5,7 млрд — на обслуживание и модернизацию оборудования. За год было продано 345 литографическое систем, из них 40 — с экстремальным ультрафиолетовым излучением (длиной волны 13,5 нм).
Основными рынками сбыта в 2022 году были Тайвань (38 % выручки), Республика Корея (29 %), КНР (14 %), США (9 %), Япония (5 %) и Сингапур (2 %).
Сборка литографических систем осуществляется в Велдховене (Нидерланды), на заводе в Сан-Диего (Калифорния) изготавливаются генераторы ультрафиолетового излучения, а в Уилтоне (Коннектикут) — оптические элементы и некоторые подсистемы, отдельные модули производятся на Тайване (в Тайбэе и Тайнане).
В списке крупнейших публичных компаний мира Forbes Global 2000 за 2023 год ASML заняла 240-е место.

## Продукция
Основные серии литографов ASML:
- 1984: PAS 2000, разрешение до 1 мкм, точность позиционирования до 250 нм
- 1989: PAS 5000, разрешение около 0,5 мкм, точность до 100 нм
- 1990-е: PAS 5500, разрешение 400—90 нм, точность до 100—12 нм
- 2000-е: семейство TWINSCAN (NX, NXT), разрешение 100—38 нм, точность до 20—2 нм
- 2010-е: экспериментальные EUV системы TWINSCAN NXE, разрешение 38—19 нм, точность лучше 3 нм

Помимо фотолитографии у компании есть разработки в области нанопечатной литографии.

## Российские пользователи
В России использование степперов (литографов) ASML планировалось (по состоянию на 2008 год) на фабрике Ангстрем-Т.
Также среди российских пользователей ASML — НИИСИ, который использует установку проекционной пошаговой мультипликации (степпер) ASML PAS 5500/250С.
Установки ASML используются на линии по производству микросхем в Зеленограде на заводе «Микрон» (PAS 5500/750F 248 nm/0.7 — 120 пластин в час и PAS/1150C 193 nm/0.75 — 135 пластин в час).